# ایستگاه کینگ (تورنتو)
ایستگاه کینگ (انگلیسی: King station) یک ایستگاه متروی زیرزمینی در خط یک یانگ–یونیورسیتی متروی تورنتو است.